# Kopiejka
Kopiejka (ros. копейка, kopiejka; ukr. копійка, kopijka; biał. капейка, kapiejka) – moneta, drobna jednostka monetarna Rosji, Białorusi i Naddniestrza (dawniej ZSRR) równa 1/100 rubla. Także jednostka monetarna Ukrainy równa 1/100 hrywny.
Nazwa kopiejka pojawiła się jako potoczne początkowo określenie nowogrodzkiej diengi (nowogrodki), gdy po reformie w 1534 r., zwiększającej jej wartość obrachunkową z 0,005 rubla nowogrodzkiego (jednostki obrachunkowej) do 0,01 rubla, na awersie monety umieszczono wyobrażenie jeźdźca z kopią. Emitowana w tej postaci do czasu reformy monetarnej Piotra I podlegała ciągłej obniżce wagi (do 0,38 g na początku XVIII w.). Od 1719 r. była miedzianą monetą zdawkową. 
W ZSRR bito ją do 1926 r. w miedzi, do 1961 r. w brązie, a później w mosiądzu.
W Królestwie Kongresowym po powstaniu listopadowym emitowano w okresie przejściowym (do całkowitego wprowadzenia rosyjskiego systemu pieniężnego) monety z polsko-rosyjskimi napisami, określającymi wartość w złotych/groszach po polsku i w kopiejkach po rosyjsku, np. 2 złote/30 копеек.

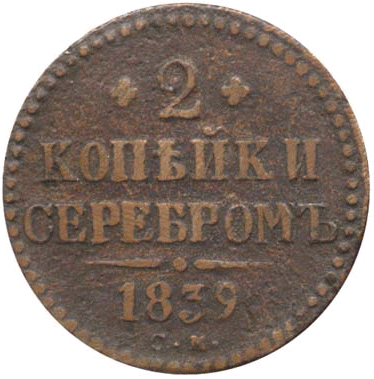
2 kopiejki z 1839 roku
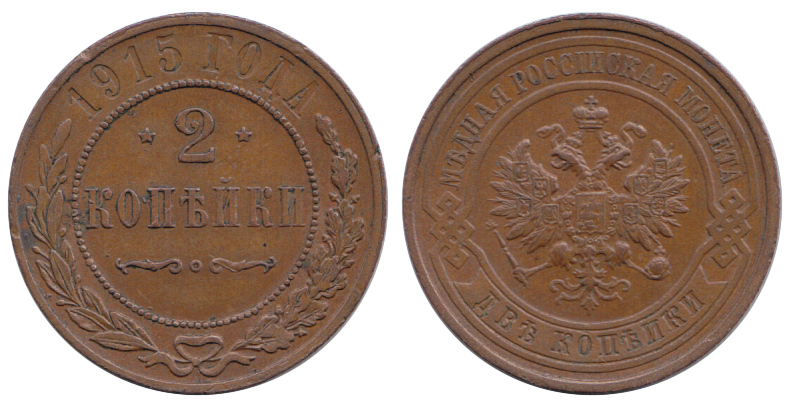
2 kopiejki z 1915 roku
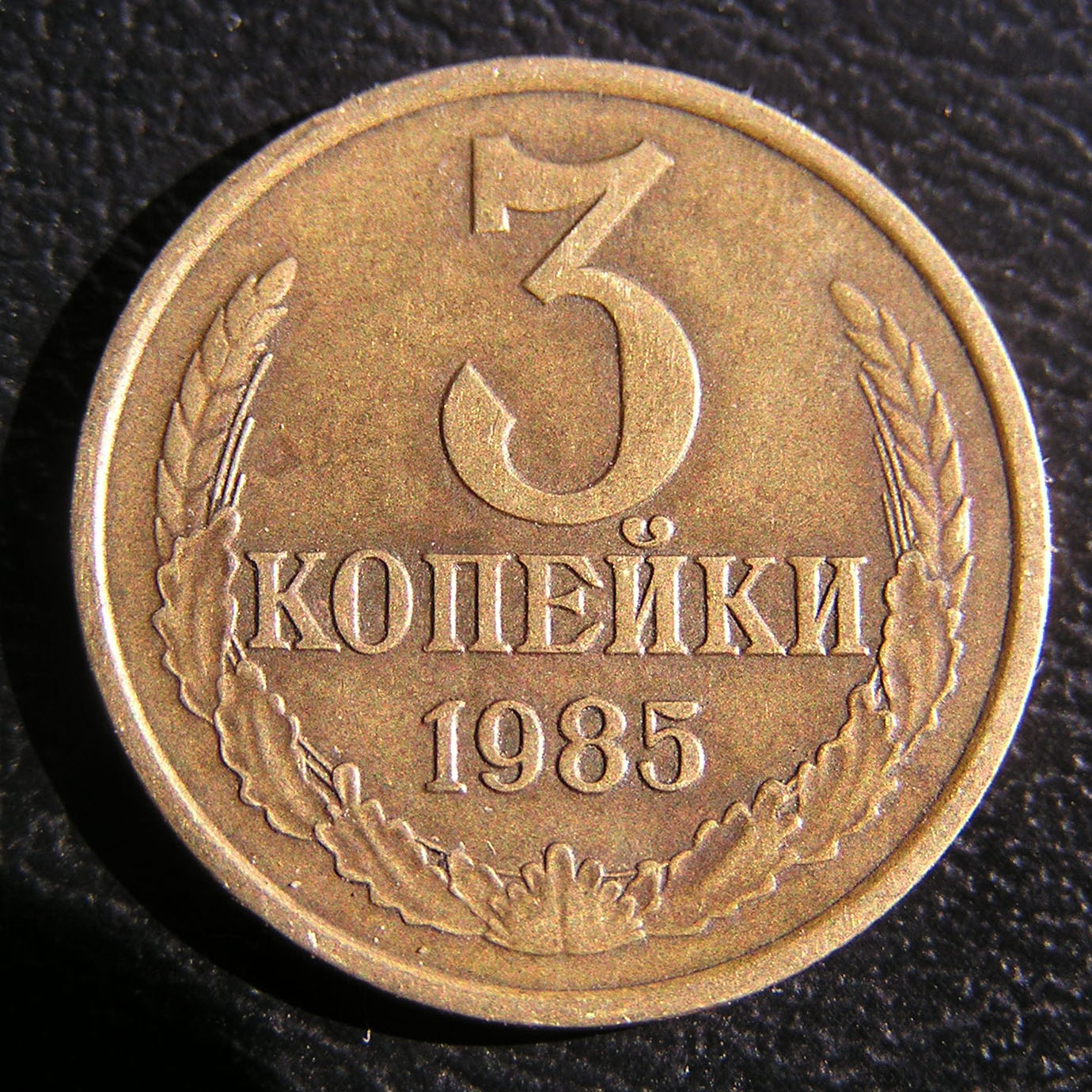
3 radzieckie kopiejki z 1985 roku
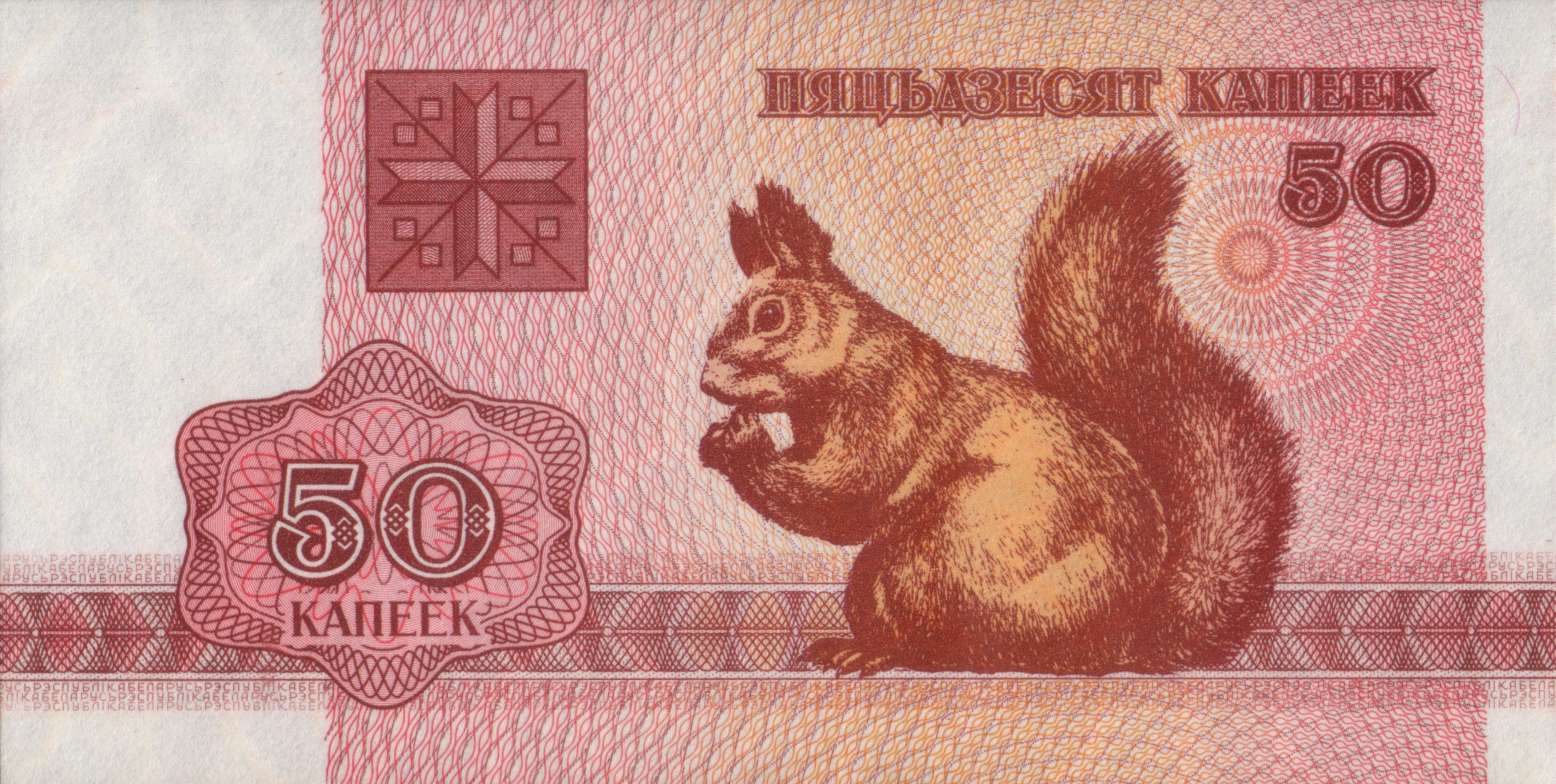
50 białoruskich kapiejek z 1992 roku
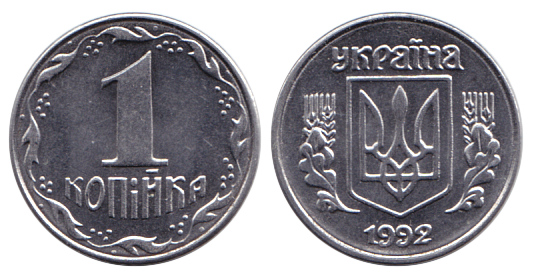
1 ukraińska kopijka z 1992 roku
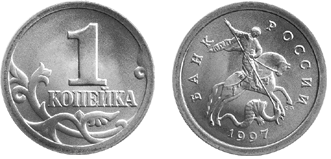
Współczesna 1 rosyjska kopiejka